# Senodoce
 Senodoce  o Senodice (in greco Ξενοδίκη?, Xenodìkē) è un personaggio della mitologia greca ed il suo nome significa "ospitale".

## Genealogia
Figlia di Minosse e di Pasifae fu sorella di Androgeo, Arianna, Acacallide, Catreo, Deucalione, Fedra e Glauco. Altre fonti la danno figlia di Sileo.

## Mitologia
Secondo il racconto la donna viveva in Aulide insieme al padre Sileo ed allo zio Diceo e fu notata dall'eroe Eracle che durante il suo vagabondare la desiderò e se ne innamorò. Lei corrispose le sue intenzioni ed i due rimasero insieme per alcuni giorni, ma alla partenza del semidio e lei ne morì di dolore. 

Al ritorno di Eracle, quando questi seppe della sua morte, arrivò al punto di volersi uccidere ma fu fermato a stento dai suoi amici. 
Secondo una storia diversa fu Eracle ad uccidere la ragazza insieme a suo padre.